# Исаев, Хасан
Хасан Исаев Бюрселов (болг. Хасан Мурселов Исаев; род. 9 ноября 1952, село Бисерци, Русенско, Народная Республика Болгария) — болгарский борец вольного стиля, чемпион Олимпийских игр (единственный в Разградской области), двукратный чемпион мира, двукратный чемпион Европы.

## Биография
Родился в селе Бисерци близ Разграда. С 10 лет занимался борьбой у тренера-самоучки Байрама Велиева, затем у Юмера Фикриева. В 1970 году стал чемпионом Европы среди юношей, в 1972 году — чемпионом Европы среди молодёжи.
В 1973 году на чемпионате мира завоевал «серебро», а два последующие года становился чемпионом мира. Также в 1973 году стал чемпионом Европы, добился того же в 1975 году, а в 1976 году был снят с соревнований врачом. Также в 1973 году стал обладателем золотого пояса на мемориале Дана Колова.
На Летних Олимпийских играх 1976 года в Монреале боролся в категории до 48 килограммов (первый наилегчайший вес). Выбывание из турнира проходило по мере накопления штрафных баллов. За чистую победу или победу с явным преимуществом в 12 баллов и более штрафные баллы не начислялись, за победу за явным преимуществом начислялось 0,5 штрафных балла, за победу по очкам — 1 штрафной балл, за ничью — 2 или 2,5 штрафных балла, за поражение по очкам — 3 штрафных балла, поражение за явным преимуществом — 3,5 штрафных балла, чистое поражение или поражение за явным преимуществом в 12 баллов и более — 4 штрафных балла. Если борец набирал 6 или более штрафных баллов, он выбывал из турнира. Хасан Исаев, несмотря на проигрыш Роману Дмитриеву, вышел на первое место из-за результатов схваток Исаева и Дмитриева с японским борцом Акирой Кудо и схватки Исаева с корейцем Ким Хва Чёном.

По словам Левана Тедиашвили: «В своей спортивной жизни мне приходилось видеть разное, но такого безобразного судейского поступка, какой был совершен по отношению к Роману Дмитриеву, видеть не довелось. У него просто взяли и отобрали золотую медаль»
| Круг  | Соперник       | Страна                                    | Результат | Основание                                     | Время схватки |
| ----- | -------------- | ----------------------------------------- | --------- | --------------------------------------------- | ------------- |
| 1     | Мигель Алонсо  | Куба                                      | Победа    | 25-8 (0 штрафных баллов)                      |               |
| 2     | Собхан Рухи    | Иран                                      | Победа    | Туше (0 штрафных баллов)                      | 5:35          |
| 3     | Рэй Такахаси   | Канада                                    | Победа    | 18-3 (0 штрафных баллов)                      |               |
| 4     | Роман Дмитриев | Союз Советских Социалистических Республик | Поражение | 7-9 (3 штрафных балла)                        |               |
| 5     | Ким Хва Чён    | Республика Корея                          | Победа    | 16-13 (1 штрафной балл)                       |               |
| Финал | Акира Кудо     | Япония                                    | Победа    | Дисквалификация соперника (0 штрафных баллов) |               |

Отличался оригинальной борьбой на ковре, и тренером болгарской сборной, профессором Райко Петровым для Хасана Исаева был придуман новый термин «двигательная фантазия» и он отмечал, что на ковре борец демонстрировал фантастические, не по учебнику, движения и что его борьба была спектаклем.
Завершил карьеру в 1979 году, на чемпионате мира в поединке с Сергеем Корнилаевым получил травму, в Лос-Анджелесе был прооперирован. После карьеры — на тренерской работе в спортивном клубе «Лудогорец»; его воспитанники завоевали более 70 медалей на различных соревнованиях. Его супругу зовут Сюлбие Ибрямова, у них двое детей (сын Ершан и дочь Нуршен).
Почётный гражданин Разграда (1976).